# Liste der denkmalgeschützten Objekte in Salzburg-Itzling
Die Liste der denkmalgeschützten Objekte in Salzburg-Itzling enthält die denkmalgeschützten, unbeweglichen Objekte der Salzburger Katastralgemeinde Itzling in Österreich.

## Denkmäler
| Foto |                 | Denkmal                                                                            | Standort                                                | Beschreibung | Metadaten |
| ---- | --------------- | ---------------------------------------------------------------------------------- | ------------------------------------------------------- | --- | --- |
| ja   | Datei hochladen | Figurenbildstock hl. Johannes Nepomuk HERIS-ID: 68238 Objekt-ID: 81241             | Itzlinger Hauptstraße, Plainbrücke Standort KG: Itzling | Der Figurenbildstock des hl. Johannes Nepomuk steht auf der westlichen Brüstung der Plainbrücke, die im Zuge der Itzlinger Hauptstraße den Alterbach überquert. Die Figur wurde 1733 von Josef Anton Pfaffinger geschaffen. | BDA-Hist.: Q125555896 Status: § 2a Stand der BDA-Liste: 2025-06-30 Name: Figurenbildstock hl. Johannes Nepomuk GstNr.: 544/1 Figurenbildstock hl. Johannes Nepomuk, Plainbrücke (Salzburg) |
| ja   | Datei hochladen | Pfarrhof Itzling und Nebengebäude HERIS-ID: 53151 Objekt-ID: 60943                 | Kirchenstraße 22A Standort KG: Itzling                  | | BDA-Hist.: Q38055950 Status: § 2a Stand der BDA-Liste: 2025-06-30 Name: Pfarrhof Itzling und Nebengebäude GstNr.: 253/3                                                                    |
| ja   | Datei hochladen | Kath. Pfarrkirche Itzling, hl. Antonius von Padua HERIS-ID: 53154 Objekt-ID: 60946 | Kirchenstraße 22B Standort KG: Itzling                  | Die Kirche wurde 1901–1903 vom Architekten Karl Pirich und dem Baumeister Jakob Ceconi errichtet. Weitgehend in der Bauart einer romanischen Basilika erstellt, mit doppelbogigen Fenstern, hohem Mittelschiff mit hölzerner Kassettendecke, Rundapsis und einen seitlichen Kirchturm mit gestuften Etagen und steilem Pyramidendach. | BDA-Hist.: Q11722188 Status: § 2a Stand der BDA-Liste: 2025-06-30 Name: Kath. Pfarrkirche Itzling, hl. Antonius von Padua GstNr.: 253/3 Pfarrkirche Salzburg-Itzling                       |